# سیلورهیل (آلاباما)
سیلورهیل (به انگلیسی: Silverhill) شهری در شهرستان بالدوین ایالت آلاباما است که مساحت آن ۳٫۱۱ کیلومتر مربع است و در سرشماری سال ۲۰۱۰ میلادی، ۷۰۶ نفر جمعیت داشته و تراکم جمعیتی آن، ۲۲۷٫۰۱ نفر در هر کیلومتر مربع بوده است.

## نگارخانه

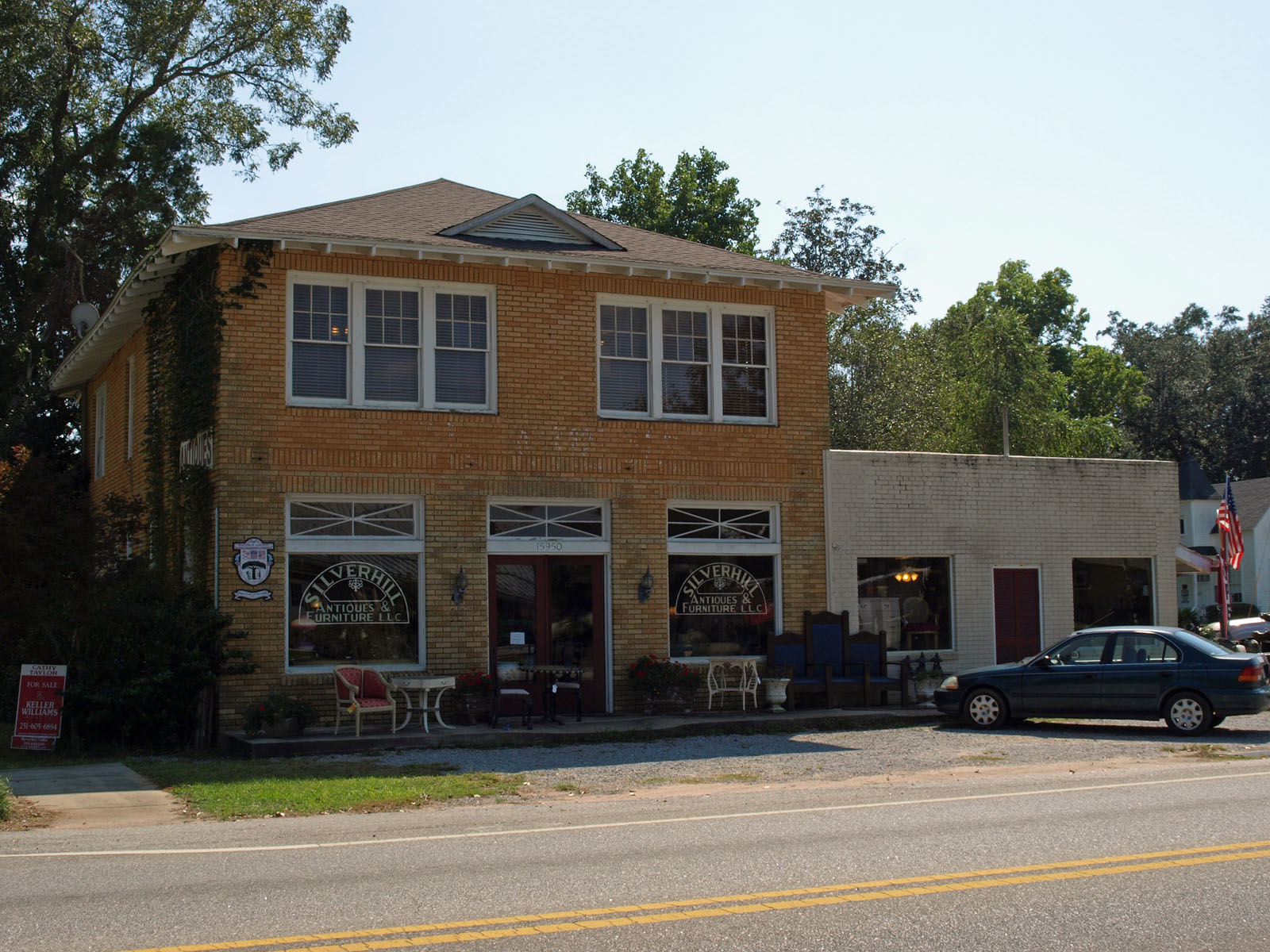
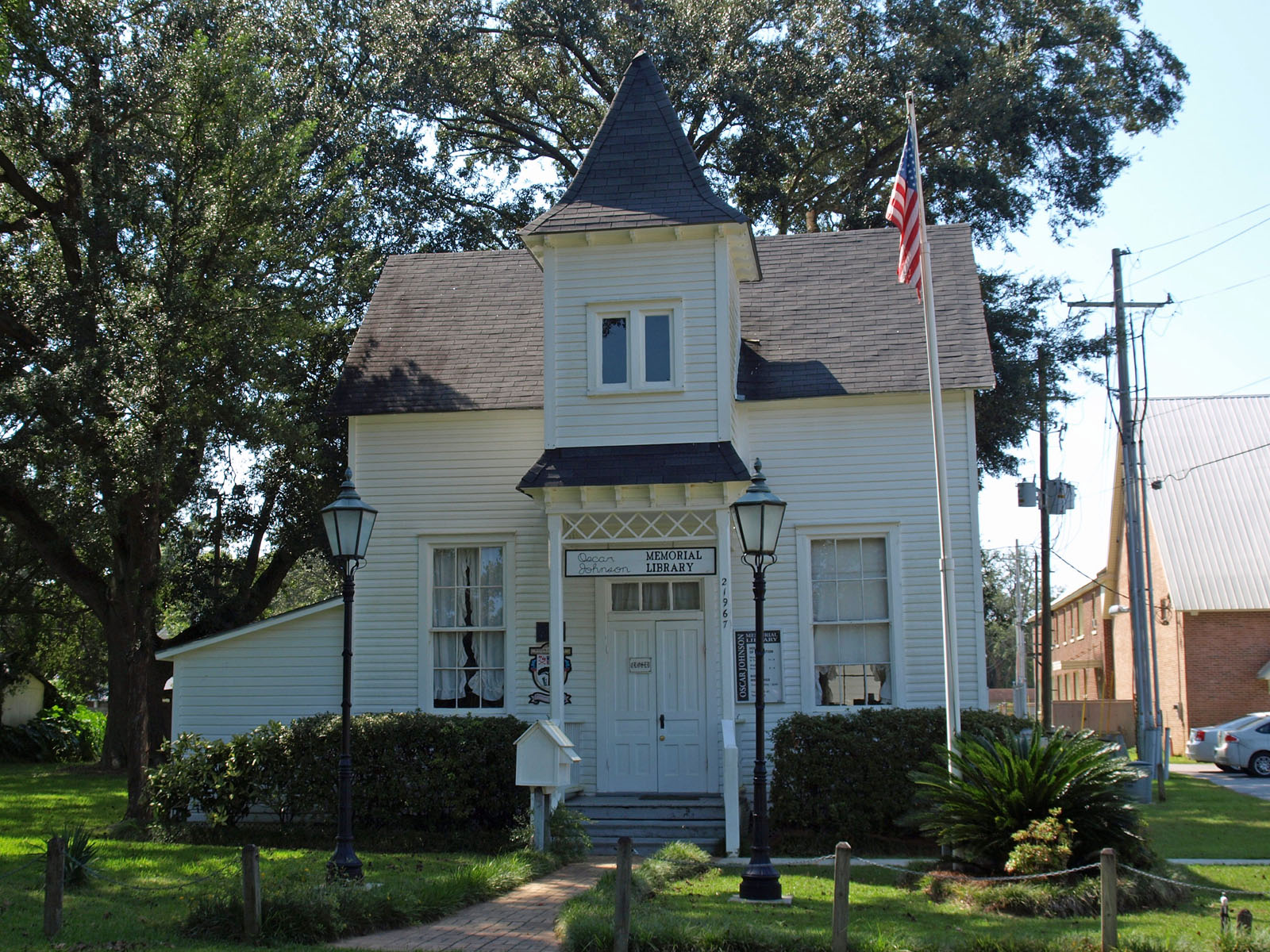
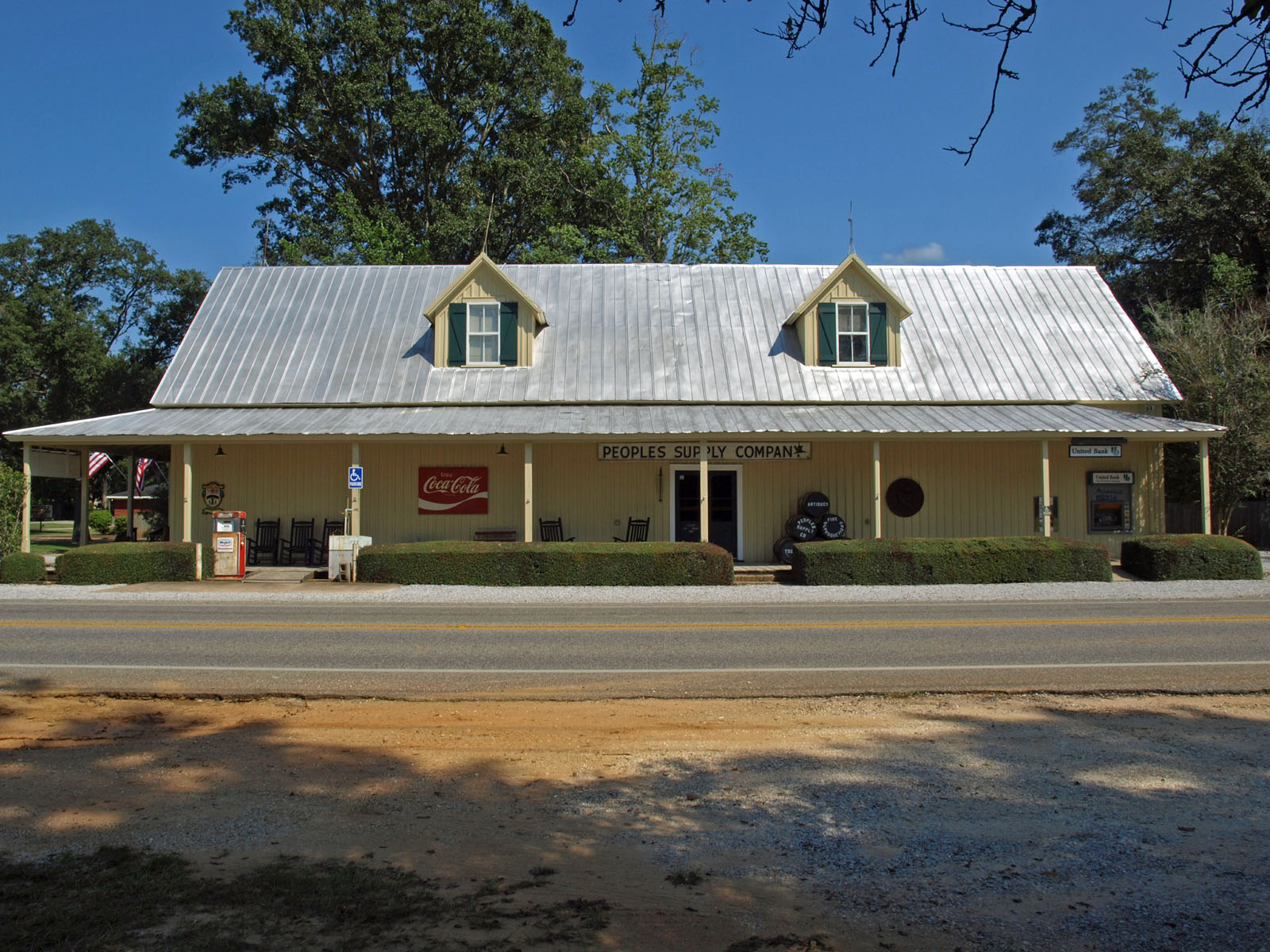